# 도다 조세이

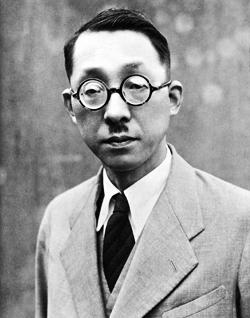
도다 조세이

도다 조세이(일본어: 戸田城聖, 1900년 2월 11일 ~ 1958년 4월 2일)는 창가학회의 제2대 회장이다. 본명은 도다 조가이(戶田城外).

## 생애
1900년 2월 11일 이시카와현에서 태어났다.
홋카이도에서 교사 생활을 보내고 도쿄로 상경해 교사로 생활하던중 교육자 마키구치 쓰네사부로를 만나 제자가 되었다. 이후 1928년에 스승 마키구치 쓰네사부로와 함께 니치렌 불법에 입신. 당시 마키구치 쓰네사부로는 자신의 교육 이론과 경험을 바탕으로 편린의 메모를 해왔는데 그 양이 상당하였고 마키구치 쓰네사부로는 그것을 하나의 논문으로 발간하고 싶었으나, 원고자체가 종이가 부족한 시절에 쪽지, 이면지 등에 작성해 왔기에 편집을 하는 것이 쉽지 않았다. 이에 제자 도다 조세이가 스승의 원을 실현하고자 직접 원고를 편집하고, 자비로 '창가교육학체계'를 발간한다. 창가교육학체계 발간일인 1930년 11월 18일 마키구치 쓰네사부로는 교육자를 중심으로 창가교육학회를 설립하였다.
1930년 창가교육학회는 '대선생활'실험증명 좌담회를 실시 한다. 일반 가정집에 모여 각자 니치렌 대성인의 불법철학을 실천한 후 그것의 현실에서의 체험을 서로 교류하는 회합이었고 현재 SGI의 좌담회의 시초가 된다. '대선생활'이란 크게 선을 베푸는 것을 말하며 사람들로 하여금 니치렌 불법을 믿게 하여 행복하게 인도(절복) 하는 것이 최고의 선이라고 했다.
1942년 6월일본 제국주의 국가신도 체제는 태평양 전쟁을 일으키며 국민 총동원과 더불어 사상통일정책을 통해 전쟁을 승리로 이끄려한다. 이 여파는 창가교육학회에도 미치게 된다.
국가의 탄압에 일련종 승려측은 신도단체인 창가학교육학회측에 신찰을 받으라고 강요했지만 창가교육학회 초대회장 마키쿠치 쓰네사부로는 그 자리에서 단호히 거부하였다.
마키구치 쓰네사부로 회장은 "신찰을 받는것은 한 종파가 망하는 것이 아니라 한 국가가 망하는 길이다"라며 신찰을 거부하고 일련종으로부터 등산 및 참배 거부 징계를 받는다.
그 이후 군부정부 특별고등경찰의 감시에도 불구하고 마키쿠치와, 도다 조세이를 비롯한 창가교육학회는 니치렌 불법의 정의를 주장하며 좌담회를 계속했고 1943년 7월에 불경죄와 치안유지법 위반으로 구속되었다.
이후 군국주의 정부의 일방적 불평등 취조와 불합리한 재판으로 계속 감옥생활을 했으며 검사의 취조가 있을 때 조차도 니치렌 불법의 정의를 굽히지 않았다. 계속되는 취조와 부실한 영양, 노쇠한 체력으로 마키구치 쓰네사부로 회장은 1944년 11월 18일 감옥에서 순교했다. 나중에 도다 조세이는 이 사실을 알게 된다.
한편 1943년 마키구치 쓰네사부로와 이사장 도다 조세이가 구속될 당시 21명의 간부들도 같이 감옥에 가지만, 모두 신앙을 포기하고 석방된다. 오직 마키구치 쓰네사부로와 도다 조세이 두 명만 신앙을 포기하지 않았다.
도다 조세이는 1944년 1월부터 법화경 독파를 결심하고 그 해 봄무렵 불가사의한 옥중 오달을 하고 난해한 법화경을 완전히 이해했다. 이후 한번 더 불가사의한 체험을 통해 생애동안 이루어야 할 사명을 자각했다.
1945년 7월3일 태평양 전쟁의 패색이 짙어진 즈음 도다 조세이 혼자 살아서 출옥하였고 창가학회 재건에 온 정열을 쏟는다. 본인이 옥중에서 깨달은 법화경 강의를 시작했는데 거듭되는 강의를 하는 도중 1947년 8월에 운명의 제자 이케다 다이사쿠를 만난다.
이후 이케다 다이사쿠를 훈도하며 제2대 창가학회 회장에 취임하였고 취임식에서 약속한 75만세대 포교의 위업을 달성한다.
1957년 9월 8일에는 창가학회의 평화 운동에 관한 원리를 명시한 지구민족주의의 이념과 원수폭금지선언을 제창하였다. 1958년 3월 다이세키사에 대객전 낙경식을 계기로 광선유포 후계의 기념식을 3월16일에 치르고 1958년 4월 2일에 58세의 나이로 서거하였다.

## 같이 보기
- 창가학회
- 마키구치 쓰네사부로
- 이케다 다이사쿠